# Gundsbach
Gundsbach (mundartlich: Gündsbach, Gündsba) ist ein Gemeindeteil der Marktgemeinde Oberstdorf im bayerisch-schwäbischen Landkreis Oberallgäu.

## Geographie
Die Einöde liegt circa acht Kilometer südlich des Hauptorts Oberstdorf am Fuß des Griesgundkopfs und Gundsbergs. Östlich von Gundsbach fließt die Stillach. Umgeben ist der Ort vom Naturschutzgebiet Allgäuer Hochalpen.

## Ortsname
Der Ortsname stammt vom Familiennamen Gunz und bedeutet (Siedlung am) Bach des Gunz. Das Wort Gund für Kar ist eher unwahrscheinlich.

## Geschichte
Gundsbach wurde erstmals urkundlich im Jahr 1619 als Siedlung Gunz(es)bach genannt. 1637 wurden ein Haus und Hof in Gundsbach erwähnt und im Jahr 1811 zwei unnummerierte Wohnhäuser. 1848 befanden sich vier Wohnhäuser im Ort, von denen zwei wegen Lawinengefahr nur im Sommer bewohnt wurden. Im Jahr 1858 befand sich eine Sennalpe für 20 Kühe in Gundsbach.

## Baudenkmäler
Siehe: Liste der Baudenkmäler in Gundsbach